# Tour della nazionale maschile di rugby a 15 della Scozia 2017

## Risultati
| Arbitro: | Paul Williams |

|                                                  |      |                             |
| Price 8’ Visser 41’ R. Ford 43’, 50’ Hoyland 74’ | mt   | 65’ Campagnaro 80’ Esposito |
| Taylor 41’ Russell 43’ Horne 74’                 | tr   |                             |
| Russell 6’                                       | c.p. | 9’ Allan                    |

| Arbitro: | Wayne Barnes |

|                          |      |                                   |
| Folau 19’, 39’ Genia 56’ | mt   | 14’ Taylor 26’ Russell 61’ Watson |
| Foley 19’, 56’           | tr   | 14’, 26’, 61’ Russell             |
|                          | c.p. | 3’ Tonks                          |

| Arbitro: | Pascal Gaüzère |

|                                  |      |                                      |
| Yato 37’ Seniloli 62’            | mt   | 30’ R. Ford 53’ R. Jackson 72’ Brown |
| Volavola 62’                     | tr   | 30’, 53’ R. Jackson                  |
| Volavola 25’, 36’, 46’, 56’, 68’ | c.p. | 61’ R. Jackson                       |